# Chromis abyssus
Chromis abyssus là một loài cá biển thuộc chi Chromis trong họ Cá thia. Loài này được mô tả lần đầu tiên vào năm 2008.

## Từ nguyên
Danh từ định danh abyssus trong tiếng Latinh có nghĩa là "biển sâu", được đặt theo tên của bộ phim tài liệu Pacific Abyss do BBC sản xuất, là đơn vị đã tài trợ cho chuyến hành trình mà các mẫu vật của loài cá này được thu thập.
Tên thông thường của C. abyssus là Deep Blue Chromis (tạm dịch: cá thia xanh thẫm), hàm ý đề cập đến màu sắc và môi trường sống ở biển thẳm của loài này.

## Phạm vi phân bố và môi trường sống
C. abyssus mới chỉ được biết đến tại Palau và được tìm thấy ở độ sâu khoảng 107–150 m.

## Mô tả
C. abyssus có chiều dài cơ thể lớn nhất được ghi nhận là 9,8 cm. Cơ thể có màu xám tro; vảy có các đốm ánh màu xanh óng. Viền màu xanh ánh kim bao quanh rìa phần gai vây lưng và vây hậu môn. Vây đuôi lốm đốm các vệt đen và xanh óng. Gốc vây ngực có một đốm đen lớn.
Số gai ở vây lưng: 14; Số tia vây ở vây lưng: 12–13; Số gai ở vây hậu môn: 2; Số tia vây ở vây hậu môn: 12–14; Số tia vây ở vây ngực: 18–19; Số gai ở vây bụng: 1; Số tia vây ở vây bụng: 5; Số vảy đường bên: 14–16; Số lược mang: 24–25.

## Sinh thái học
Thức ăn của C. abyssus có lẽ là động vật phù du. Cá đực có tập tính bảo vệ và chăm sóc trứng; trứng có độ dính và bám vào nền tổ. Cá con thường bơi thành từng nhóm nhỏ, còn cá trưởng thành sống đơn độc hoặc bơi theo cặp.